# Димитриевич, Алёша
Алексей (Алёша) Иванович Димитриевич (23 марта 1913, Российская империя — 21 января 1986, Париж) — русский певец цыганского происхождения, деятель русской эмиграции.

## Биография
Различные источники указывают несколько возможных мест рождения Алёши: Санкт-Петербург, цыганский табор в Самаре, Дальний Восток, Сербия.
Родился в семье артистов из русских цыган (по другой версии — котляров). Его отец создал цыганский ансамбль из певцов и танцоров, организовывал гастроли по всей России. У Алёши было три старших брата — Иван, Николай и Дмитрий, и две сестры — Валя (11.05.1905 — 20.10.1983) и Маруся. У каждого ребёнка была в ансамбле своя роль: певца, танцора или музыканта. Алёша был танцором и гитаристом.
После начала Гражданской войны семья перебралась во Владивосток, а в конце войны эмигрировала в Харбин.
Французский аранжировщик болгарского происхождения Константин Казанский замечает по поводу владения Димитриевичем русским языком: «Все как-то забывают, но Димитриевич плохо говорил по-русски — у него русский был хуже, чем у меня. Очень маленький, очень своеобразный. Ведь он родился в Сербии в 1913 году — его отец был сербским цыганом, который женился на петербуржской цыганке. Димитриевичи жили в России, но совсем недолго — в 1917-м вместе с армией Колчака они уже едут в Сибирь и там в Китай, Японию… Он был в России четыре года, где он мог выучить язык?»
Димитриевичи выступали во множестве стран, среди которых Япония, Филиппины, Индия, Греция, Марокко. В 1924—1925 годах табор Димитриевичей перебрался в Испанию, где они провели несколько лет и поправили своё финансовое положение. В 1929 году переехали во Францию — сначала в Марсель, потом в Париж. В Париже выступали в ресторане «Эрмитаж», где к тому времени пел Вертинский. Алёша Димитриевич много выступал в то время как танцор и акробат.
С конца 1930-х годов дружил с Юлом Бриннером, с которым тогда выступал во множестве парижских ресторанов и кабаре. Позже они записали совместную пластинку.
В 1934 году семья Димитриевичей приняла участие в съёмках фильма «Московские ночи».
Накануне Второй мировой войны Димитриевичи отправились дальше в эмиграцию, в этот раз в Южную Америку. Ансамбль Димитриевичей выступал в Бразилии, Аргентине, Боливии и Парагвае. Алёша через пять лет отделяется от семьи, меняет профессии, много путешествует, танцует в кабаре «Табарис» в Буэнос-Айресе. Долго жил в Аргентине.
В 1960 году умирает отец, сестра Маруся, а вскоре и брат Иван. Сестра Валя, страдающая от одиночества в Париже, зовёт его к себе. В 1960—1961 годах возвращается в Париж, выступает с Валей в русских ресторанах «Шехерезада» и «Распутин». До этого он был танцором и гитаристом, и только в возрасте 50 лет начал петь.
В 1964 году при содействии известного французского писателя российского происхождения Жозефа Кесселя была издана пластинка «Последние голоса цыган» . На ней записались Валя Димитриевич и Володя Поляков, а Алёша аккомпанировал им на гитаре. Затем были записаны в 1967 году совместный альбом с Юлом Бриннером, и в 1976 году Михаил Шемякин выпустил сольный альбом Алёши.
В 1970-х годах встречался в Париже с Владимиром Высоцким. Они неоднократно вместе пели песни и романсы, и даже собирались записать совместную пластинку, но смерть Высоцкого помешала осуществлению этого проекта.
В середине 1980-х годов Наталья Медведева, которая тогда работала в ресторане «Распутин», пыталась записать его воспоминания, но Алёша Димитриевич был уже стар и путал места, даты и события. Об этом она писала в книге «Моя борьба». В 1984 году посетил с гастролями США, выступив в 12 городах. Артист скончался в Париже 21 января 1986 года в возрасте 72 лет. Похоронен на кладбище Сент-Женевьев-де-Буа.

### Фильмы про Алёшу Димитриевича
- Документальный фильм «Гитара семиструнная. Алёша Димитриевич. „До свидания, мой друг…“». О легендарном артисте рассказывают художник Михаил Шемякин, музыковед Дмитрий Голицын и вдова музыканта Тереза Димитриевич. Это очень живые и непредвзятые воспоминания об Алёше Димитриевиче и Володе Полякове, о времени, об эпохе и атмосфере русского Парижа эпохи 1970-х годов. В фильме есть последние кадры ныне закрытого легендарного ресторана «Распутин», также рассказы Михаила Шемякина о процессе записи виниловых пластинок легендарных цыганских певцов[20]
- В 1990-х годах по инициативе скрипача и певца Н. Эрденко в России был снят художественный фильм о Димитриевиче «Цыган Алёша», в роли которого и выступил Н. Эрденко. Фильм, впрочем, проката не имел.
- Ля-минор ТВ представляет. — «Фильм памяти…». — Выпуск № 10 Алёша Димитриевич[21]
- Алёша Димитриевич. Ночной король русского Парижа. Часть 1 и Часть 2. Авторская программа Максима Кравчинского «Я расскажу вам…»[22][23]
- История кабаре «Распутин»: Елена Мартини, Алёша Димитриевич. Histoire du cabaret "Raspoutine", Paris. Авторская программа Максима Кравчинского[24].

## Дискография[25]
- 1937. (пластинка Димитриевичей, которую практически невозможно достать)[2]
- 1964. Валя Димитриевич и Володя Поляков: «Последние голоса цыган» (при участии Алёши Димитриевича)[3]
то же, что и «Valia Dimitrievitch — Volodia Poliakof: Les derniers voix Tziganes» (Enregistrement supervise par Joseph Kessel)[2][26]
- 1967. Юл Бриннер и Алёша Димитриевич: «We are the Gypsies»[2]
то же, что и Yul Brynner: «The gypsy and I» (Vanguard 9256 79256)[27][28][29]
то же, что и Yul Brynner: «Le Tzigane et moi» avec Aliocha Dimitrievitch, LP: 80386 Vangard VSD 79256[30]
- 1969. Gari-Gari * Les Deux Guitares * Matouchka * La Demarche de Mon Ami[31]
- 1969. Matouchka[32]
- 1976. Валя и Алёша Димитриевич «Valya & Aliocha Dimitrievitch» (12 песен, каждый исполняет половину)[2][33]
- 1976. Сольный альбом Алёши Димитриевича по инициативе Шемякина[15][34]
- 1996. Эмигрантское танго (2CD, два концерта)[5] то же, что и Alesha Dimitrievich «Emigrate Tango»[35]
- 1999. Yul Brynner, Aliosha Dimitrievitch, Valia Dimitrievitch — Звезды русской эмиграции[36]
- 1999. Алёша Димитриевич[37]
- 2000. Золотые россыпи романса[38]
- 2001. Музыка эмиграции (Paris-New York-Tel Aviv)[39]
- 2002. Валя и Алёша Димитриевич — Архив[40]
- 2004. Valia & Aliocha Dimitrievitch — Две Гитары[41]